# Porto Oreste
(Plinio il Vecchio, Naturalis historia, XIII, 5, 10)
Porto Oreste (Portus Orestis in latino) è una città che sarebbe esistita nella Calabria meridionale;  la leggenda ne attribuisce la fondazione  ad Oreste. Gli storici localizzano la città nel territorio comunale di Palmi.

## Storia
La leggenda narra che, nel suo sbarco lungo le coste della Calabria, Oreste fondò una città ed un porto nella zona che attualmente è chiamata Rovaglioso. Difatti, nel XVI secolo, il monaco Tommaso Aceti nel suo libro De antiquitatae et situ Calabriae riporta che «non lontano dal fiume Metauro vi è Porto Oreste, che gli abitanti della zona chiamano Roccaglioso» (Rovaglioso).
Il luogo di Rovaglioso era frequentato e molto noto fin dal primo secolo dell'era cristiana, anche se non vi sono ruderi né altro che possano attestare l'esistenza di una città in tempi remoti. Pertanto, nei primi secoli dell'era cristiana, non dovette esistere che qualche villaggio il quale, forse transitoriamente tra il V secolo ed il VI secolo, godette di una residenza vescovile. Vi sono storiografi che affermano che la città di Porto Oreste fosse un'antichissima sede vescovile, e che il suo vescovo Longino partecipò al Concilio del 504.
Alcuni storici ipotizzano che il Porto di Oreste possa invece corrispondere al porto dell'antica città di Tauriana.. La struttura si doveva trovare probabilmente più a nord di Rovaglioso, nella zona "La Scala", tra Pietrenere e Scinà. Ciò in quanto si evidenzia, nelle cartografie aeree degli anni cinquanta dello scorso secolo, una lingua sabbiosa naturale che poteva essere il riparo, degli scafi, dai venti provenienti da sud e da ovest. Questo approdo naturale, in età romana, fu forse trasformato con adeguate opere murarie, in un bacino portuale attrezzato con moli.